# Jesús María, Ocampo
Jesús María är en ort i Mexiko.   Den ligger i kommunen Ocampo och delstaten Guanajuato, i den centrala delen av landet, 300 km nordväst om huvudstaden Mexico City. Jesús María ligger 2 260 meter över havet och antalet invånare är 337.
Terrängen runt Jesús María är kuperad österut, men västerut är den platt. Terrängen runt Jesús María sluttar västerut. Runt Jesús María är det ganska glesbefolkat, med 31 invånare per kvadratkilometer. Närmaste större samhälle är Ocampo, 12,4 km nordväst om Jesús María. Omgivningarna runt Jesús María är i huvudsak ett öppet busklandskap.